# تمی لین سیچ
تَمی لین سیچ (انگلیسی: Tammy Lynn Sytch) (زادهٔ ۷ دسامبر ۱۹۷۲)، مشهور به سانی، کشتی‌گیر کشتی حرفه‌ای، مدلو بازیگر پورنوگرافی آمریکایی است. وی از سال ۱۹۹۳ میلادی تاکنون مشغول فعالیت بوده‌ است.
وی همچنین برندهٔ جوایزی همچون تالار شهرت دبلیودبلیوای شده‌ است.